# Кіб'я
Кі́б'я (рос. Кибья) — село в Кізнерському районі Удмуртії, Росія.
Населення становить 208 осіб (2010, 267 у 2002).
Національний склад (2002):
- удмурти — 68 %
- росіяни — 30 %

Урбаноніми:
- вулиці — Велика, Клубна, Куклянська, Лісова, Лучна, Савіна, Шкільна